# ويلي روزيه
ويلي روزيه (بالفرنسية: Willy Rozier)‏ هو كاتب سيناريو وممثل فرنسي، ولد في 27 يونيو 1901 في فرنسا، وتوفي في 29 مايو 1983 بنويي-سور-سين في فرنسا.

## وصلات خارجية
- ويلي روزيه على موقع IMDb (الإنجليزية)
- ويلي روزيه على موقع ألو سيني (الفرنسية)
- ويلي روزيه على موقع أول موفي (الإنجليزية)
- ويلي روزيه على موقع قاعدة بيانات الأفلام السويدية (السويدية)
- ويلي روزيه على موقع قاعدة بيانات الفيلم (الإنجليزية)
- ويلي روزيه على موقع كينوبويسك (الروسية)
- ويلي روزيه على موقع كينوبويسك (الروسية)